# Taylor Twellman
Taylor Timothy Twellman (* 29. Februar 1980 in St. Louis, Missouri) ist ein ehemaliger US-amerikanischer Fußballspieler.

## Karriere

### Jugend und College
Twellmann verbrachte seine Jugend in seiner Geburtsstadt St. Louis im US-Bundesstaat Missouri und besuchte dort die Saint Louis University High School. Während seiner High-School-Zeit war er in den Schulmannschaften in den Sportarten American Football, Basketball, Fußball und Baseball sehr aktiv und zählte auch zu den Leistungsträgern der jeweiligen Mannschaften. Ihm wurde sogar ein Vertrag bei der Major-League-Baseball-Mannschaft Kansas City Royals angeboten. Nach seinem Abschluss 1998 an der SLU High School ging er an die University of Maryland, wo er ein Sportstipendium für den Bereich Fußball bekam.
Dort spielte er 1998 und 1999 für die Maryland Terrapins und erzielte 27 Tore in 40 Spielen. 1999 wurde er für die Hermann Trophy, einer Auszeichnung für die besten College-Fußballspieler nominiert und wurde zum besten Spieler der Mid-American Conference gewählt. Nach zwei Spielzeiten in Maryland verließ er das College um Profi zu werden.
In seinen zwei Jahren beim TSV 1860 München in Deutschland absolvierte Twellman kein Spiel für die Profimannschaft des Vereins, sondern spielte nur für die Amateure. Nach dieser für ihn enttäuschenden Zeit wechselte er 2002 in die Major League Soccer zu New England Revolution. Schon in seiner ersten Saison wurde er einer der torgefährlichsten Spieler der Liga und erzielte für die Revs 23 Tore und wurde sogar mit 52 Punkten Topscorer der Liga. Im selben Jahr belegte er den zweiten Platz als bester Spieler der Liga hinter Carlos Ruiz, der damals bei Los Angeles Galaxy spielte.
In der Saison 2003 und 2004 plagten Twellman mehrere Verletzungen und er fand nicht zu seiner alten Form zurück. 2005 aber lief er zur Höchstform auf und wurde mit 17 Toren Torschützenkönig der MLS. Außerdem ernannte man ihn zum besten Spieler der Saison.
Am Ende der Saison 2010 beendete Twellman seine Karriere, nachdem er bei New England Revolution nicht mehr eingesetzt wurde.

## Nationalmannschaft
Am 17. November 2002 bestritt er sein erstes Länderspiel für US-amerikanische Nationalmannschaft gegen El Salvador.

## Persönliches / Familie
Taylor Twellman stammt aus einer sportbegeisterten Familie. Bereits sein Vater Tim und seine beiden Onkel Mike und Steve agierten in den 1970er und 1980er Jahren auf Profiebene in der North American Soccer League (NASL). Taylor Twellmans jüngerer Bruder James (* 1982) absolvierte im Jahre 2002 einige Spiele für die Reservemannschaft der San José Earthquakes. Großvater der beiden war Jim Delsing, ein Major-League-Baseball-Spieler, der sein Karrierehoch in den 1950er Jahren hatte. Dessen Sohn Jay Delsing, ein Onkel von Taylor Twellman, ist seit den 1980er Jahren ein professioneller Golfspieler.